# Christopher Showerman
Christopher Clare Showerman (ur. 24 czerwca 1971 w Jackson) – amerykański aktor, producent filmowy i scenarzysta.

## Życiorys

### Wczesne lata
Urodził się i dorastał w Jackson, w stanie Michigan jako syn Jeanne Showerman McKowen, nauczycielki muzyki szkoły podstawowej w Webberville, i Jima Showermana, podróżnika z Gregory w Teksasie. Występował w przedszkolu w inscenizacji Trzy koziołki spryciołki (The Three Billygoats Gruff) jako największy koziołek. W 1989 ukończył szkołę średnią Stockbridge High School w Stockbridge w Michigan. W wieku dojrzewania duży wpływ wywarła na nim matka – muzyk. Był członkiem różnych zespołów rockowych jako keyboardzista i śpiewak. Potem opanował grę na gitarze basowej. W 1992 ukończył studia na wydziale muzycznym na Uniwersytecie Stanowym Michigan, podczas których poznał wszystkie style muzyki, od opery, poprzez jazz, rap, aż do ciężkiego metalu. 

### Kariera
W 1997 przeniósł się do Los Angeles z postanowieniem rozpoczęcia kariery aktorskiej. Podejmował rozmaite prace, m.in. był ekspedientem sklepowym witamin, pilnował wejścia Złotej Sali Gimnastycznej w Venice, nosił różowy kostium w sklepie Pink Dot, był kurierem przedsiębiorstwa handlowego, sprzedawał motocykle. Nie otrzymał jednak głównej roli w filmach: sci-fi Żołnierze kosmosu (Starship Troopers, 1997), komedii Medal dla miss (Best in show, 2000) i fantasy Superman: Powrót (Superman Returns, 2006). Dlatego z zadowoleniem przyjął więc propozycję zagrania trzecioplanowej roli w melodramacie komediowym Odrzucona (Dumped, 2000).
We współczesnej wariacji na temat Tarzana, zagrał „dzikiego człowieka” szalejącego w Las Vegas w disneyowskim sequelu komedii familijnej George prosto z drzewa 2 (George of the Jungle 2, 2003). Pojawił się także na srebrnym ekranie w serialach – Życie na fali (The O.C., 2004) i CBS CSI: Kryminalne zagadki Miami (CSI Miami, 2006).
Wraz z Clintem Morrisem był współzałożycielem firmy produkcyjnej 'ShowermanMorrisProductions' oraz 'Shorris Film', mającej swoją siedzibę w Los Angeles (USA) i Melbourne (Australia). Został producentem supernaturalnego westernu Ostatni kowboj (Last Cowboy, 2008), w którym zagrał jedną z ról.
Od 12 września 2006 do 6 maja 2007 na Broadwayu i w październiku 2006 w Toronto wystąpił jako Boom-Boom Johnson i policjant w komedii Legendy (Legends) u boku Joan Collins i Lindy Evans. W październiku 2019 powrócił na scenę jako król Tryton w inscenizacji Mała Syrenka Hansa Christiana Andersena.

## Filmografia

### Filmy fabularne
- 2000: Odrzucona (Dumped) jako Strobe
- 2007: Ocean (The Ocean)
- 2001: Frankenbabe jako Eddie
- 2003: George prosto z drzewa 2 (George of the Jungle 2) jako George
- 2005: Szlachetna remiza (The Gentle Barn jako Jay
- 2006: Morze strachu (Sea of Fear) jako Derek
- 2008: He-Man i Mistrzowie Wszechświata (He-Man and the Masters of the Universe) jako He-Man
- 2008: Wycie (Howl) jako Corey Bridges
- 2008: Ostatni kowboj (Last Cowboy) jako Lorin Sheffield
- 2008: Daisy Scarlett
- 2008: Szał (Rampage)
- 2010: Hole In One jako dr Hamilton Manning
- 2015: Scooby Doo i plażowy potwór (Scooby-Doo! and the Beach Beastie) jako policjant (głos)

### Seriale TV
- 2004: Życie na fali (The O.C.) jako gorący strażak
- 2006: Kryminalne zagadki Miami (CSI: Miami) jako Pete Nealy
- 2016: Supergirl jako Tor
- 2016: Skorpion (Scorpion) jako kapitan
- 2017: Agenci T.A.R.C.Z.Y. (Agents of S.H.I.E.L.D.) jako agent Moore
- 2018: Żar młodości (The Young and the Restless) jako oficer Michael Hunter